# 中國瘟疫史
本条目记录中国历史上主要的瘟疫事件。瘟疫，亦稱传染病大流行。对于古代，传染病及病原体往往由于年代久远、史料简略、病原体变异和灭绝，从而难以考证，仅能大致推测。近代以来，陆续发现了多种已知的最著名传染病，包括鼠疫、痘疹（天花）、霍乱、流感、冠状病毒病（SARS、COVID-19）等等。

## 遠古時期
中國古代殷墟甲骨文已有“蟲”、“蠱”、“瘧疾”、“疾年”等文字的記載。至於“癘”字可見於《尚書》、《山海經》和《左傳》。

## 漢朝
元始二年（2年），青周大疫，漢平帝诏曰：“民疾疫者，舍空邸第，为置医药。”
王莽天鳳三年（16年），丙子年，“二月大疫，冯茂在句町，士卒死于疾疫者十有六七。”（《后汉书·王莽传》）
王莽地皇三年（22年），“大疾疫，死者且半。”（《后汉书·刘吉传》）
建武二十五年（49年），己酉，“武陵五溪大疫，人多死。”（《后汉书·马援传》）
元初六年（119年）“夏四月，会稽大疫。”
延光四年（125年）“冬，京都大疫。”
元嘉元年（151年）“正月，京都大疫。二月，九江、庐江大疫。”
延熹四年（161年）“正月，大疫。”
建寧二年（169年）“疫气流行，死者极众。”（《备急千金要方·伤寒》）
建宁四年（171年）“三月，大疫。”
熹平二年（173年）“正月，大疫。”
光和二年（179年）“春，大疫。”
光和五年（182年）“二月，大疫。”
中平二年（185年）“正月，大疫”。

## 三國時期
建安十三年（208年），孫權、劉備聯軍與曹操“戰於赤壁，大破之，焚其舟船。先主與吳軍水陸併進，追到南郡。時又疾疫，北軍多死，曹公引歸。”
建安二十二年（217年）冬天，北方發生疫病，當時為太子的曹丕在第二年給吳質的信中說：“親故多罹其災，徐、陳、應、劉一時俱逝。”除孔融、阮瑀早死外，建安七子之中竟有四人死於傳染病。曹植《說疫氣》描述當時疫病流行的慘狀說：“建安二十二年，癘氣流行，家家有殭屍之痛，室室有號泣之哀。或闔門而殪，或覆族而喪。”二十三年四月曹操在詔令中說﹔“去冬天降疫癘，民有凋傷，軍興於外，墾田損少，吾甚憂之。” 《傷寒論》張仲景自序中描述：「余宗族素多，向餘二百。建安紀年以來，猶未十稔。其死亡者三分有二，傷寒十居其七。」
黃初三年（222年）九月，江陵城被圍，“又為地道攻城，城中外雀鼠不得出入，此幾上肉耳！而賊中癘氣疾病，夾江塗地，恐相污染……令開江陵之圍，以緩成死之禽”。
黃初四年（223年）正月，魏文帝築南巡台於宛（今南陽）。是年三月，大疫。“三月，宛、許大疫，死者萬數”。
青龍二年（234年）“夏四月，大疫”。“是年夏大疫，冬又大病，至三年春乃止”。
青龍三年（235年）“正月，京都大疫”。
赤烏五年（242年）“吳孫權赤烏五年，大疫”。“秋七月，遣將軍聶友、校尉陸凱以兵三萬討珠崖、儋耳。是歲大疫，有司又奏立後及諸王。八月，立子霸為魯王”

## 兩晉南北朝
嘉平五年（254年），癸酉，四月，新城大疫，死者大半。（《宋书·五行志》）
晋惠帝光熙元年（306年）：“宁州频岁饥疫，死者以十万计。五芩夷强盛，州兵屡败，吏民流入交州者甚众。”（《资治通鉴》）
永嘉年间（307年─312年），戰亂頻仍，雍州以东，「人多饥乏，更相鬻卖，奔迸流移，不可胜数。」、「又大疾疫，兼以饥馑，……流尸满河，白骨蔽野。」（《晋书．食货志》）
隆安元年（397），丁酉，八月，北魏大疫，人与马牛死者十有五六。（《北史·魏本纪》）
義熙元年（405年），益州大族譙縱據四川，自稱成都王。義熙二年（406年），劉裕派遣劉敬宣率兵五千人伐蜀。義熙四年（408年）九月，敬宣部隊勢如破竹，到達遂寧郡之黃虎，譙縱請求後秦姚興出兵，姚興遂派遣平西將軍姚賞等率兵增援，黃虎之戰中劉敬宣前進受阻，雙方相持六十餘日，敬宣部隊糧草啖盡，此時疾疫大起，「死者大半」，敬宣下令退出四川。到建康時，士兵十不存一。
泰始四年（468年）六月，太白犯輿鬼，占曰：“民大疫，死不收，”其年“普天大疫。”
建元元年（479年），顧憲之提升為衡陽內史，“先是，郡境連歲疾疫，死者大半，棺槨尤貴，悉裹以葦席，棄之路旁。憲之下車，分告屬縣，求其親黨，悉令殯葬。其家人絕滅者，憲之出公祿使綱紀營護之。”
天監二年（503年）“六月丁亥，詔以東陽 （今金華）、信安（今衢州）、豐安（今浦江）三縣水潦，漂損居民資業，遣使周履，量豁課調。是夏多疫癘。”
天監十四年（515年）三月，後梁軍截斷淮河，以水倒灌壽陽城。四月，堰成而復潰，“乃伐樹為井幹，填以巨石，加土其上”，導致“沿淮百里內岡陵木石無巨細畢盡，負擔者肩穿。夏日疾疫，死者相枕，蠅蟲晝夜聲合。”
大通三年（529年）“六月壬午，以永興公主疾篤故，大赦，公主志也。是月，都下疫甚，帝於重雲殿為百姓設救苦齋，以身為禱”。
太清三年（549年）春，侯景軍圍建鄴城（ 今南京城 ），邵陵王長子蕭堅“終日蒲飲，不撫軍政。吏士有功，未嘗申理，疫癘所加，亦不存恤，士咸憤怨”，這年三月，士兵“以繩引賊登樓，城遂陷”。侯景得以攻入南京城，當時疫災尚未平息，“城中積屍不暇埋瘞，又有已死而未斂，或將死而未絕，景悉聚而燒之，臭氣聞十餘里。尚書外兵郎鮑正疾篤，賊曳出焚之，宛轉火中，久而方絕。”
天嘉六年（北齊後主天統元年，565年）十二月，“是歲，河南大疫”。“是時頻歲多大水，州郡多遇沉溺，穀價騰湧；朝廷遣使開倉，從貴價以糶之，而百姓無益，饑饉尤甚，重以疾疫相乘，死者十四五焉。”
太建六年（574年）四月，陳軍伐北齊，詔曰：“大軍未接，中途止憩，朐山、黃郭，車營佈滿，扶老攜幼，蓬流草跋，既喪其本業，咸事遊手，饑饉疾疫，不免流離。”

## 隋朝
開皇十年（590年），首都長安發生小規模瘟疫。
大業八年（612年），山東、河南大水，不久出現疾疫，“壬申年，大旱疫，人多死，山东尤甚。”（《北史·隋本纪》）

## 唐朝
垂拱三年（687年），“是春自京师至山东疾疫，民死者众。”（《旧唐书·中宗纪》）
景龙元年（707年），“丁未，夏，自京师至山东、河北疫死者千数。”（《新唐书·五行志》）
代宗廣德元年（763年），江東大疫，「死者過半」。「辛丑歲（762年），大旱，三吳飢甚，人相食。明年大疫，死者十七八，城郭邑居為之空虛，而存者無食，亡者無棺殯悲哀之送。大抵雖其父母妻子也啖其肉，而棄其骸於田野，由是道路積骨相支撐枕藉者彌二千里，春秋以來不書。」（《吊道殣文》）
貞元十六年（800年）……韓全義素無勇略，專以巧佞貨賂結宦官得為大帥，每議軍事，宦者為監軍者數十人坐帳中爭論，紛然莫能決而罷。天漸暑，士卒久屯沮洳之地，多病疫，全義不存撫，人有離心。五月，庚戌，與吳少誠將吳秀、吳少陽等戰于塚南廣利原，鋒鏑纔交，諸軍大潰；秀等乘之，全義退保五樓。（《資治通鑑》卷第二百三十五）
广明元年（880年），“庚子，春末，贼在信州疫疠，其徒多丧。赋众疫疠。”（《旧唐书·僖宗纪》）

## 宋朝
北宋慶曆八年（1048年），河北大水，次年三月疫災。
元祐四年（1089年），杭州因乾旱，引發大疫。
绍兴元年（1131年），“辛亥，六月，浙西大疫，平江府以北，流尸无算。”（《宋史·五行志》）
南宋嘉定元年（1208年），江淮一帶大疫。（《宋史·五行志》）
南宋度宗咸淳七年（1271年），浙江永嘉地區大疫。
南宋德祐元年（1275年）六月，常州等城為元軍佔領，城內居民四處逃竄，「民患疫而死者不可勝計」。
南宋德祐二年（1276年）正月，元軍包圍了臨安府，旋即於閏三月大疫。

## 遼、金、蒙古
金末年哀宗天兴元年（1232年），元军围攻汴梁，汴京疫病大起，河南50天内有90万人病殁。“都人不受病者万无一二，既而死者继踵不绝。”當時汴京有城门12座，每日各门送出死尸多达2千具。

## 元朝
至大元年（1308年）春，紹興、慶元、召州大疫，死者二萬六千餘人。皇慶二年（1313年）冬，京師大疫。（《元史·五行志》）
至順二年（1331年），衡州連歲大旱，又發生疫災，“死者十九”（《元史·文宗紀》）。 
至正四年（1344年），中國淮河流域爆發黑死病（《明史》卷一，太祖本纪，“至正四年，旱蝗，大饥疫。太祖時年十七，父母兄相繼歿，貧不克葬。”【注：是否歿于黑死病需援引文献。欧洲黑死病始于～1346-1352年，其后至1370年代期间再发5次。太祖17年是1357年，故即使是黑死病，应该是再发，非首发】），河北商人再沿「絲路」將之傳到印度、中亚、波斯、敘利亞、美索不達米亞等地。同時期蒙古金帐汗国（札尼别的军队）在攻打克里米亚的卡法城市时，將染疫屍體用投石機投入城中，由此散佈細菌至歐洲各處，造成1347年起歐洲大流行。大文豪薄伽丘的《十日談》即是以這場瘟疫為故事背景，描寫浩劫下的人性。至正十九年（1359年）春夏，莒州沂水、日照二縣和廣東南雄路大疫。

## 明朝
鼠疫有腺型、肺型和敗血症型三種，在人類歷史上有過三次跨洲際的鼠疫大流行。最早在《舊約聖經》中已出現類似鼠疫侵襲亞述軍的記載，有学者认为中国历史记载的大頭瘟、疙瘩瘟、吐血瘟即是鼠疫。第一次鼠疫大流行發生於西元6世紀，疫情持續了五十多年；14世紀歐洲爆發的“黑死病”为第二次鼠疫大流行的开端，死亡总人數占歐洲人口的四分之一以上，義大利、英國死者半數，有研究认为黑死病是由蒙古軍隊和商队沿着丝绸之路傳入；第三次鼠疫大流行始於1855年的云南地区，正值中國清朝後期。
景泰六年（1455年），南京等地“死者相枕连途，生者号啼盈市。弃家荡产，比比皆是；鬻妻卖子，在在有之。”次年，湖广黄梅县奏报：“有一家死至三十九口，计三千四百余口；有全家灭绝者，计七百余户；有父母俱亡而子女出逃，人惧为所染，丐食则无门，假息则无所，悲哭动地，实可哀怜。”
成化七年（1471年），京城大疫，诏“顺天府五城兵马司于京城崇文、宣武、安定、东直、西直、阜城六门郭外各置漏泽园一所，收瘗遗尸，仍命通州、临清沿河有遗胔暴露者，巡河御史一体掩藏之。”
成化十二年（1476年），福建延平府“疫疠之余，盗复窃发”
嘉靖初年（1521年），凤阳大疫，南京兵部右侍郎席书“夙夜奔劳，出入于瘟疫之境，全活百万余人。”
嘉靖三十三年（1554年），北京“时疫太甚，死亡塞道。”龚钟庵有诗：“疫疠饥荒相继作，乡民千万死无辜。浮尸暴骨处处有，束薪斗粟家家无。”
萬曆八年（1580年），“大同瘟疫大作，十室九病，傳染者接踵而亡，數口之家，一染此疫，十有一二甚至闔門不起者”。萬曆《山西通忘》卷26記載，潞安“是歲大疫，腫項善染，病者不敢問，死者不敢吊”。
天启三年（1623年），明军在平定奢寅时有大疫，“分布各将据险固守，相机擒剿，迟速殊难豫定”。
崇禎六年（1633年），山西出現爆发“明末大鼠疫”，加速明朝灭亡。
- 崇禎“七年八年，興縣盜賊殺傷人民，歲饉日甚。天行瘟疫，朝發夕死。至一夜之內，百姓驚逃，城為之空”。
- 崇祯八年（1635年），总兵龍世威统兵防守潼关、朱阳关等隘口，“露宿凡十旬，皆患疫疠不能军，闯贼大至，遂溃。”[23]
- 崇禎十年（1637年）以後，山西全境瘟疫大流行“瘟疫盛作，死者過半”，疫情傳到河南地區，“瘟疫大作，死者十九，滅絕者無數”。榆林府“大瘟，……米脂城中死者枕藉，十三年，夏又大疫，十五年，……大疫，十六年，稔，七月郡城瘟疫大作”。
- 崇禎十二年夏，商洛山中瘟疫流行，李自成、劉宗敏的義軍將士染病。
- 崇禎十三年（1641年），順德府（今邢台）、河間府（今河間）和大名府（今大名）有大疫（鼠疫），人死八九，死尸处处枕藉。
- 崇禎十六年二月，北京大疫，病名叫“疙瘩病”（腺鼠疫），“大疫，人鬼錯雜。薄暮人屏不行。貿易者多得紙錢，置水投之，有聲則錢，無聲則紙。甚至白日成陣，牆上及屋脊行走，揶揄居人。每夜則痛哭咆哮，聞有聲而逐有影”。[24]
- 崇禎十六年八月，天津爆發肺鼠疫：“上天降災，瘟疫流行，自八月至今（九月十五日），傳染至盛。有一二日亡者，有朝染夕亡者，日每不下數百人，甚有全家全亡不留一人者，排門逐戶，無一保全。”[25]
- 崇禎十七年，天津督理軍務駱養性說，“昨年京師瘟疫大作，死亡枕藉，十室九空，甚至戶丁盡絕，無人收斂者。”

## 清朝

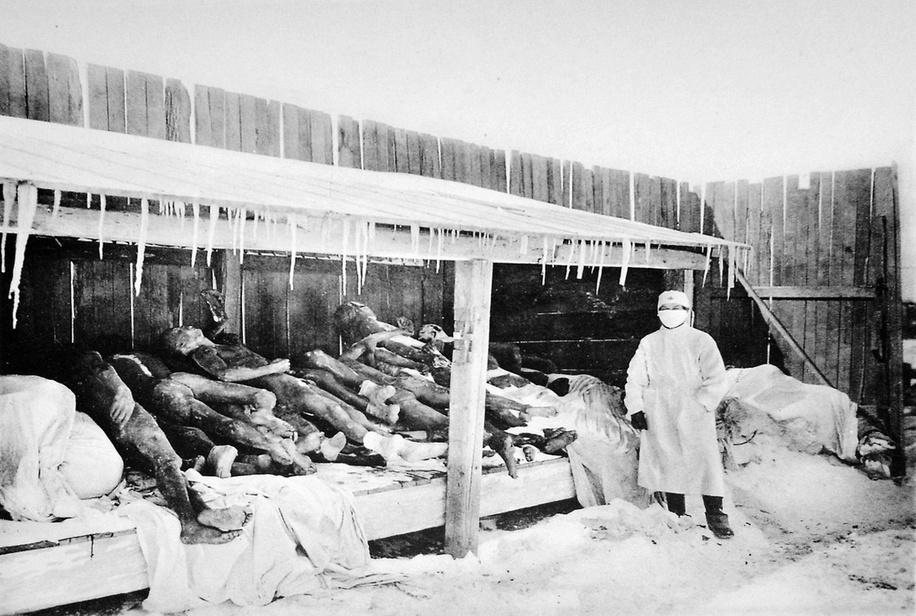
1910－1911年東北鼠疫的死者

顺治四年（1647）夏秋，“江西抚州大疫，尸相枕籍，死数万人。”（光绪《抚州府志》卷84）
康熙九年（1670）正月灵川大疫。（《清史稿》）
康熙二十一年（1682）五月，榆次疫。（《清史稿》）
康熙三十二年（1693）七月，德平大疫。（《清史稿》）
康熙四十一年（1702）三月，连州疫。（《清史稿》）
康熙五十六年（1717）正月，天台疫。（《清史稿》）
雍正元年（1723）秋，平乡大疫，死者无算。（《清史稿》）
乾隆五年（1740）瘟疫流行，民有死亡。（《通渭县志》）
乾隆十年（1745）十一月，枣阳大疫。（《清史稿》）
乾隆三十二年（1767）八月，嘉善大疫。（《清史稿》）
乾隆四十年（1775）春，武强大疫。（《清史稿》） 
咸豐五年（1855年）六月，雲南清水大疫（鼠疫），是全球性的“第三次鼠疫大流行”的开端。六年五月，湖北咸寧大疫。十一年春，山東即墨大疫。六月，山東黃縣大疫。
同治元年（1862年），“太平天国”战区中出现严重霍乱疫情，属于全球性的“第四次霍乱大流行”的疫情。
同治二年（1863年），六月，上海疫疾流行，死亡二萬餘人。夏天，陝西瘟疫流傳。余澍疇《秦隴回務紀略》記陝西的疫情：“自夏徂秋，疫癘大作，死亡甚多，至有全家無一生者。”
俞樾的《曲園筆記》記載，“同治之初，滇中大亂，賊所到之處，殺人如麻，白骨飛野；通都大邑，悉成坵墟。亂定之後，孓遺之民，稍稍復集，掃除胔骼；經營苫蓋。時則又有大疫，疫之將作，其家之鼠，無故自斃，……人不及見，久而腐爛，人聞其臭，鮮不疾者，病皆驟然而起，……或逾日死，或即日死，諸醫束手，不能處方；……其得活者，千百中一二而已。疫起鄉間，延及城市，一家有病者，則其左右十數家即遷移避之，踣於道者無算，然卒不能免也。甚至闔門同盡，比戶皆空，小村聚中，絕無人跡……”
光緒十六年（1890年）秋，北京有大疫，當時的重臣潘祖荫、曾国荃、曾纪泽、彭玉麟、杨岳斌等皆病逝。戶部左侍郎孫诒经患重病，“痰喘甚重”，不久去世。翁同龢在日记中说:“七日之中两哭吾友，伤已，子授亦谅直之友哉。”光绪十六年十一月二十一日醇亲王奕譞病逝。李鸿章的女婿张佩纶因服用金鸡纳霜痊癒。
1855年，咸丰年间，云南爆发鼠疫，引发全球性第三次鼠疫大流行，造成全球1000-1500万人死亡。
- 光緒二十年（1894年），鼠疫曾發現於香港，後即釀成疫癘[28]，並造成大流行，與1855年雲南清水鼠疫有間接關係。
- 宣統二年（1910年），东北爆发鼠疫。伍連德的《伍連德自傳》記載「這種病（鼠疫）……滿州里一帶的俄國人恐是最先染到的。有一部份以捕土撥鼠為之山東移民，患得更多。他們將鼠捕來，剝取其皮，染以顏色，冒充黑貂，售與西方婦女。……一俟有了二三十條鼠皮，即往客棧居住，靜候顧主之光臨。如果一人患有疫疾，即可傳染整個客棧，再延至他處。」

光绪二十八年（1902年）六月，京津等多地爆发大规模霍乱疫情，属于全球性的“第六次霍乱大流行”疫情，杭州地区死亡超过一万余人。 直隶总督袁世凯在六月初十日给徐世昌的信函中说：“近日疫症大作，伤人甚多。”

## 中華民國大陸時期
1919年、1926年、1932年，中華民國大陸時期爆发过大规模的霍乱疫情，属于全球性的“第六次霍乱大流行”疫情。
1930年，中華民國政府頒布《全國檢疫條例》。

## 中華人民共和國
1949年张家口鼠疫（1949年）：死亡75人。
亚洲流感（1957年-1958年）：首发于贵州，依据世界卫生组织数据，全球共有100万-400万人死于该病毒（H2N2）。
流脑大流行（1966年-1967年）：疑似首发于广东省阳春县，文革期间红卫兵进行全国大串联致使疫情扩散至全国，共造成16万余人死亡。
香港流感（1968年-1969年）：首发于英属香港，中国大陆疫情严重，依据世界卫生组织数据，全球共有100万-400万人死于该病毒（H3N2），且该病毒是此前H2N2亚洲流感病毒的变种（抗原移型）。

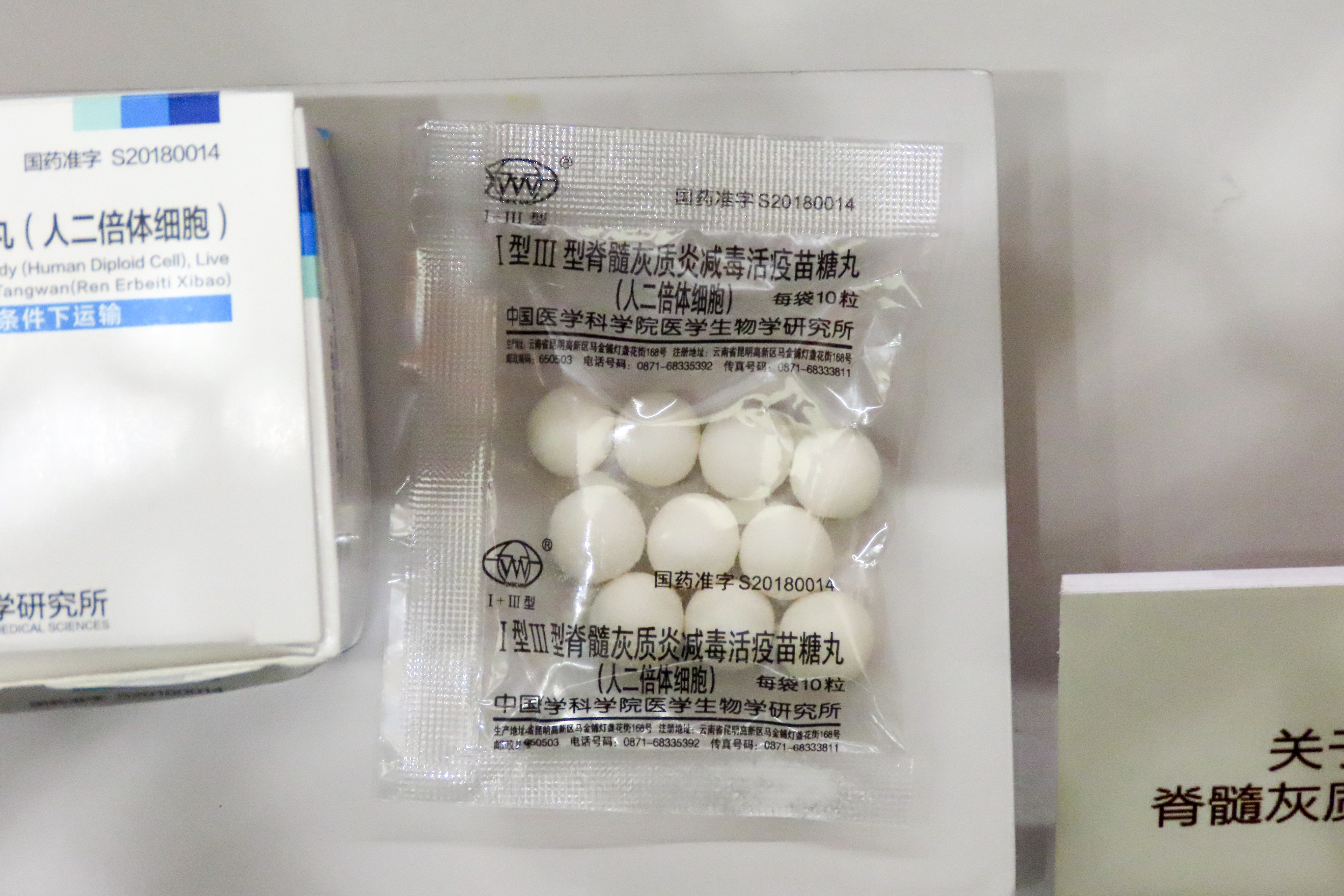
脊髓灰质炎糖丸疫苗

脊髓灰质炎（1955年-2000年）：俗称小儿麻痹症，1955年江苏南通首先爆发大规模疫情，全市1680人突然瘫痪，其中大多为儿童，并有466人死亡。此后中国大陆每年报告的脊髓灰质炎病例有2万—4.3万例。
- 1959年，顾方舟等人前往苏联，获得了美国（阿尔伯特·沙宾）及苏联的疫苗样本[36][37]；
- 1960年，顾方舟等人生产出“沙宾型”脊髓灰质炎疫苗，后于1962年改进为口服型“糖丸”[36][38]；
- 2000年，中国卫生部门和世界卫生组织确认中国已彻底消灭脊髓灰质炎[36]。

乙型肝炎（1970年代起）：1970年代初，中国大陆乙肝出现大规模爆发，1980年代至1992年，全国约有1.2亿名乙肝病毒（HBV）携带者，占当时全球HBV携带者的三分之一，是全球乙肝疾病负担最严重的国家，乙肝也被称为“中国第一病”。截止2018年，中国乙肝病毒携带者人数降至7000万例，每年乙肝导致数十万人死亡，主要由于乙肝导致的肝硬化和肝癌。
- 1972年，北京医学院副院长汉斯·米勒（原籍德国，后加入中国籍）、陶其敏等人开启了中国大陆的乙肝研究，并多次前往日本考察学习[39]。
- 1975年，陶其敏等人了解到美国默克药厂的莫里斯·希勒曼所进行的人血灭活乙肝疫苗工作，并于同年研制出中国大陆第一代血源性乙肝疫苗（“7571疫苗”）[39][40]。
- 1989年，美国默克药厂（默沙东）将重组酵母乙肝疫苗的技术转让给中方，收取700万美元作为培训和劳务成本，此外不再收取专利费和利润[40][46]。
- 1993年，北京生物制品研究所、深圳康泰生物制品的重组酵母乙肝疫苗车间投产，中国大陆成功生产出第一批“基因工程”乙肝疫苗[40][46]。

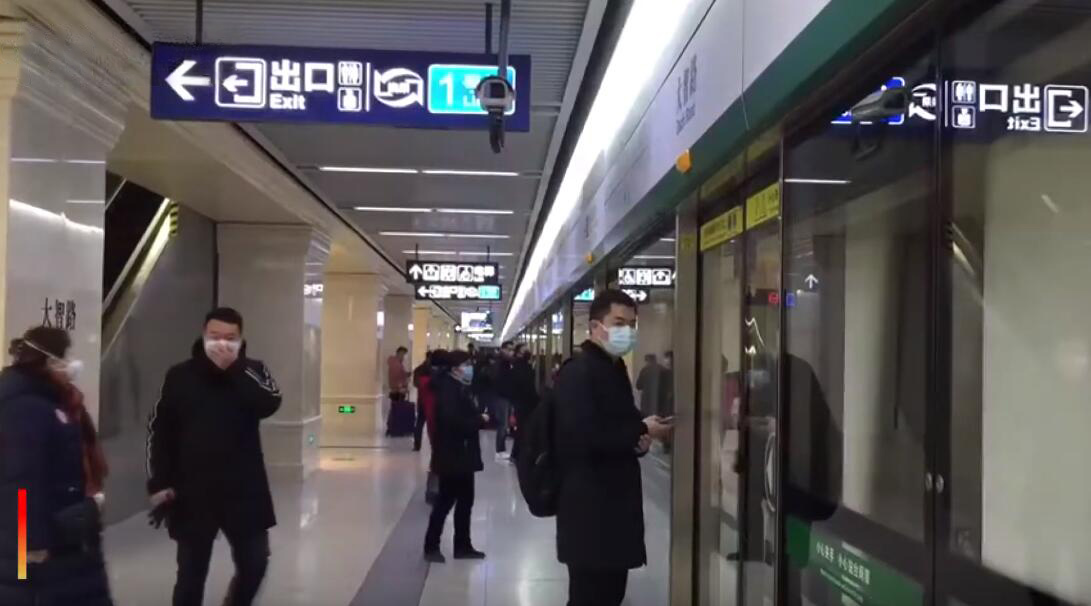
2020年COVID-19疫情：1月23日武汉市宣布“封城”后，武汉地铁6号线大智路站于当日10时发出末班车

1977年俄国流感（1977年-1979年）：据研究人员估计，全球约70万人死于该病毒（H1N1），在中国北方城市、苏联西伯利亚地区最早开始流行，研究人员普遍认为该病毒来自于实验室泄露事故或疫苗接种事故。
1988年上海市甲型肝炎大流行（1988年）：310,746人感染、47人死亡。
SARS事件（2002年-2003年）：全球共有774个病人死亡，其中中国大陆有349人死亡。
2009年H1N1流感大流行（2009年-2010年)：全球共有15,934个病人死亡，其中中国有648人死亡。
COVID-19疫情（2019年-2023年）：全球死亡人数688.1万（2023年3月10日）(11\10\\2023)

## 延伸阅读
- 黃文雄，《中國瘟疫史：兼論SARS禍》